# Monarca crestat occidental
La monarca crestat occidental (Trochocercus nitens) és un ocell de la família dels monàrquids (Monarchidae).

## Hàbitat i distribució
Habita boscos i sotabosc a Guinea, Sierra Leone, Libèria, Costa d'Ivori, Ghana, Nigèria i sud del Camerun, Guinea Equatorial, el Gabon, República del Congo, sud-oest de la República Centreafricana, Sudan del Sud, nord i nord-est de la República Democràtica del Congo i Uganda, cap al sud al nord-oest d'Angola i sud-oest, sud i est de la República Democràtica del Congo.